# Santiago Segura

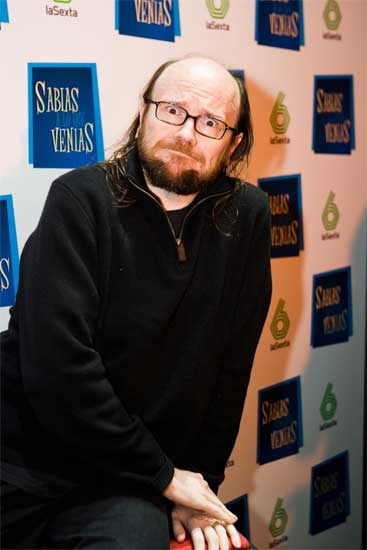
Santiago Segura

Santiago Segura Silva (* 17. Juli 1965 in Madrid) ist ein spanischer Schauspieler, Regisseur, Produzent und Drehbuchautor, der in seiner Heimat insbesondere durch die Torrente-Tetralogie bekannt geworden ist, im Ausland eher durch seine Rollen in den Filmen von Álex de la Iglesia.

## Biografie

### Kindheit und Jugend
Santiago Segura Silva wurde in dem Stadtteil Carabanchel in Madrid geboren. Mit 14 Jahren kaufte er sich auf einem Flohmarkt eine 8mm Kamera, mit der er begann dreiminütige Kurzfilme zu drehen, die in seinem Stadtteil spielten. Seine 8-mm-Werke filmte er in chronologischer Reihenfolge, da er nicht über die Möglichkeiten zu schneiden verfügte.
Mit seinem ersten längeren Werk Relatos de la Medianoche nahm er im Jugendkino von Valencia 100.000 pts. ein. Bei einem Gesamtbudget von 7000 pts. erkannte er, dass Kino ein einträgliches Geschäft sein konnte.

### Karriere
Er drehte nun auf 35-mm-Film seine ersten drei Kurzfilme, die auf VHS zusammen mit einigen 8-mm-Werken veröffentlicht wurden. Um die 35-mm-Werke zu finanzieren, machte er bei einer großen Anzahl von Fernsehshows mit, wie No te rías que es peor oder Locos por la tele, arbeitete als Kellner und verkaufte Bücher an Haustüren, während er nebenher Kunst studierte. In dieser Zeit widmete er sich auch den Comics und schuf zusammen mit seinem Freund Jose Antonio Calvo die Serie Pequeñas Viciosas für die Zeitschrift El Vibora.
Er nahm an vielen Filmfestivals teil und lernte dabei unter anderen Álex de la Iglesia kennen. Über ihn bekam er seine Rolle in Acción Mutante (1992). Er spielte mehrere kleine Rollen in weiteren Filmen und bekam erneut von Álex de la Iglesia seine erste größere Rolle; den Verkäufer in einem Death-Metal-Plattenladen José María in El día de la bestia. Für die Rolle bekam er den spanischen Filmpreis Goya 1996.
Von dieser Rolle an stieg sein Ruhm in Spanien von Rolle zu Rolle, bis er mit seinem eigenen Spielfilm Torrente – Der dumme Arm des Gesetzes den bis dahin erfolgreichsten Film an den spanischen Kinokassen kreierte. Zusätzlich gewann er erneut den Goya 1999 als bester Regisseur.
Nach Torrente 2 bekam Segura erste Rollen in Big-Budget Hollywood-Produktionen (Blade II und Hellboy) von seinem Freund Guillermo del Toro.

## Filmografie
als Schauspieler
- 1993: Acción mutante
- 1995: El día de la bestia
- 1996: Killer Barbys
- 1997: Perdita Durango
- 1998: Torrente – Der dumme Arm des Gesetzes (Torrente, el brazo tonto de la ley)
- 1998: Das Mädchen deiner Träume (La niña de tus ojos)
- 1999: Muertos de risa
- 2000: El corazón del guerrero
- 2001: Torrente 2 – Mission Marbella
- 2002: Blade II
- 2002: Asesino en serio
- 2003: El oro de Moscú
- 2003: Una de zombis
- 2003: Beyond Re-Animator[1]
- 2004: Agent Cody Banks 2: Mission London (Agent Cody Banks 2: Destination London)
- 2004: Hellboy
- 2005: Torrente 3 – El Protector
- 2008: Asterix und Obelix bei den Olympischen Spielen (Astérix aux Jeux Olympiques)
- 2008: Hellboy – Die goldene Armee (Hellboy II: The Golden Army)
- 2011: Torrente 4 – Lethal Crisis (Crisis letal)
- 2011: Jack und Jill (Jack and Jill)
- 2013: Pacific Rim
- 2013: Die Hexen von Zugarramurdi (Las brujas de Zugarramurdi)
- 2014: Torrente 5 – Operación Eurovegas
- 2015: My Big Night (Mi Gran Noche)

als Regisseur
- 1998: Torrente – Der dumme Arm des Gesetzes
- 2001: Torrente 2 – Mission Marbella
- 2005: Torrente 3 – El protector
- 2011: Torrente 4 – Lethal Crisis (Crisis letal)
- 2014: Torrente 5 – Operación Eurovegas